# Jules Jacques
Jules Jacques (1926 - 21 februari 2007) was een Belgische politicus voor cdH. Hij was burgemeester van Seneffe.

## Biografie
Zijn vader was belastinginspecteur. Jacques studeerde aan de Université catholique de Louvain en werd daarna arts.
Jacques ging in de gemeentepolitiek bij de PSC en nam in 1958 voor het eerst deel aan de gemeenteraadsverkiezingen. Hij werd meteen verkozen en werd zo schepen van 1959 tot 1963. In 1964 werd hij burgemeester, wat hij bleef tot 1976 en de gemeentelijke fusies. Vanaf 1977 zetelde hij in de oppositie. In 1983 trad hij weer toe tot de meerderheid als schepen en na de volgende verkiezingen werd hij vanaf 1989 opnieuw burgemeester in een coalitie PS-PSC. Hij bleef burgemeester tot de verkiezingen van 1994, waarna hij weer schepen werd. Hij legde zijn schepenmandaat neer eind 1998, maar bleef nog tot eind 2006 gemeenteraadslid.
Jacques overleed in 2007.